# Hedda Gabler
Hedda Gabler (pronunțat în norvegiană [ˈhɛ̂dːɑ ˈɡɑ̀ːblər]) este o piesă de teatru scrisă de dramaturgul norvegian Henrik Ibsen. Premiera mondială a avut loc pe 31 ianuarie 1891 la Residenztheater din München, eveniment la care Ibsen a fost prezent, deși a rămas în culise. Lucrarea a fost consacrată ca o capodoperă a realismului literar, a teatrului secolului al XIX-lea și a dramaturgiei universale. Până la incursiunile sale în drama modernă, Ibsen a fost cunoscut în special pentru piesele sale realiste. Hedda Gabler explorează experiențele personajului titular, Hedda, fiica unui general, prinsă într-o căsnicie și într-o viață domestică pe care nu și le dorește.
Rolul principal din piesă, Hedda, este considerat unul dintre cele mai importante și provocatoare roluri din teatrul dramatic.
În anul următor publicării, piesa a primit critici și recenzii în general negative. Totodată, Hedda Gabler a fost comparată cu Hamlet, fiind adesea descrisă ca o variantă feminină a celebrului personaj shakespearian.
Numele de căsătorie al Heddăi este Hedda Tesman, însă Gabler este numele său de fată. Referitor la alegerea titlului, Ibsen a explicat: „Am dorit să subliniez prin acest nume că Hedda trebuie privită mai degrabă ca fiica tatălui său decât ca soția soțului ei”.

## Rezumat
Hedda, fiica unui general, tocmai s-a întors în vila sa din Kristiania (astăzi Oslo) după luna de miere. Soțul ei, George Tesman, este un tânăr profesor universitar ambițios și de încredere, care a continuat să lucreze la cercetările sale chiar și în timpul călătoriei de nuntă. Pe măsură ce piesa avansează, devine evident că Hedda nu l-a iubit niciodată, alegând să se căsătorească cu el din convingerea că perioada tinereții sale s-a încheiat.
Reapariția lui Eilert Løvborg, rivalul din mediul academic al lui George, tulbură liniștea vieții lor. Eilert, un scriitor talentat, dar marcat de alcoolism, își irosise potențialul până de curând. Sprijinit de Thea Elvsted, fosta colegă de școală a Heddei, care și-a părăsit soțul pentru a-l ajuta, Eilert pare să se fi redresat și tocmai a publicat un bestseller în același domeniu cu George. Într-o conversație privată dintre Hedda și Eilert, devine clar că între ei a existat odinioară o relație amoroasă.
Succesul critic al noii sale cărți îl transformă pe Eilert într-o amenințare pentru George, întrucât acum devine un potențial rival pentru postul universitar pe care George îl dorea. George și Hedda se confruntă deja cu dificultăți financiare, iar George o informează pe Hedda că nu va putea susține stilul de viață extravagant la care ea aspira. Totuși, în timpul întâlnirii cu Eilert, cuplul află că acesta nu intenționează să candideze pentru postul de profesor, ci și-a dedicat ultimii ani elaborării a ceea ce el consideră capodopera sa — „continuarea” lucrării recent publicate.
Geloasă pe influența pe care Thea o are asupra lui Eilert, Hedda plănuiește să intervină între ei. În ciuda problemelor lui Eilert cu alcoolul, ea îl încurajează să participe la o petrecere alături de George și judecătorul Brack. Mai târziu, George se întoarce de la petrecere și dezvăluie că a găsit manuscrisul complet — și singura copie — a operei magistrale a lui Eilert, pe care acesta o pierduse fiind în stare de ebrietate. Chemat de urgență la casa mătușii sale, George lasă manuscrisul în grija Heddei.
Când Eilert o reîntâlnește pe Hedda și pe Thea, pretinde că a distrus voluntar manuscrisul. Thea, îngrozită, mărturisește că lucrarea fusese rezultatul colaborării lor. Hedda nu intervine nici pentru a-l contrazice pe Eilert, nici pentru a o liniști pe Thea. După plecarea Theei, Hedda îl încurajează pe Eilert să se sinucidă și îi oferă un pistol ce i-a aparținut tatălui ei. Ulterior, Hedda arde manuscrisul și îi spune lui George că a făcut acest gest pentru a le asigura viitorul.
Când vestea sinuciderii lui Eilert ajunge la ei, George și Thea decid să încerce să reconstruiască manuscrisul pierdut folosindu-se de notele pe care Thea le salvase. Însă Hedda este șocată când judecătorul Brack îi dezvăluie că moartea lui Eilert a avut loc într-un bordel, într-un mod dezordonat și posibil accidental — o moarte „ridicolă și ticăloasă”, în contrast cu sfârșitul „frumos și liber” pe care Hedda și-l imaginase pentru el. Mai grav, Brack știe că arma folosită îi aparținuse tatălui Heddei. El o avertizează că, dacă adevărul va ieși la iveală, scandalul o va distruge social. Astfel, Hedda înțelege că Brack are acum putere asupra ei.
Simțindu-se captivă, Hedda se retrage în camera mică și își trage un glonț în cap. Ceilalți, inițial crezând că este doar un foc de armă obișnuit, aleargă să investigheze și descoperă trupul ei fără viață.

## Personaje
- Hedda Tesman (născută Gabler) este personajul principal al piesei, o tânără proaspăt căsătorită care, dezamăgită și plictisită de căsnicia și de viața sa, caută pentru prima dată să își exercite influența asupra destinelor celor din jur. Fiica generalului Gabler, Hedda aspiră la o viață plină de lux, însă resursele sale financiare sunt limitate.
- George (Jørgen) Tesman este soțul Heddăi, un profesor universitar pasionat de cercetare și călătorii, la fel de dedicat carierei sale pe cât este de îndrăgostit de soția lui, deși rămâne inconștient de natura manipulatoare a acesteia. În ciuda unei presupuse rivalități cu Eilert pentru dragostea Heddei, George se dovedește a fi o gazdă amabilă și plină de compasiune, intenționând chiar să returneze manuscrisul lui Eilert după ce acesta îl pierde în urma unei seri cu prea multă băutură.
- Juliana (Juliane) Tesman este mătușa iubitoare a lui George, cea care l-a crescut încă din copilărie. În piesă, este adesea numită mătușa Julle, iar de către George, cu afecțiune, mătușa Ju-Ju. Ea își dorește cu ardoare ca Hedda și nepotul său să aibă un copil. Într-o versiune inițială a piesei, Ibsen i-a dat numele Mariane Rising, inspirându-se evident din numele mătușii și nașei sale, Mariane Paus, sora vitregă mai mică a tatălui său, care a crescut, alături de tatăl dramaturgului, la ferma Rising de lângă Skien. Ulterior, personajul a fost redenumit Juliane Tesman, dar trăsăturile sale au rămas inspirate de Mariane Paus. [9]
- Thea Elvsted este o fostă colegă de școală a Heddei și o veche cunoștință a lui George. Timidă și neliniștită, Thea trăiește într-o căsnicie nefericită.
- Judecătorul Brack este un prieten de familie lipsit de scrupule. Se sugerează că are o natură lascivă, pe care o îndreaptă spre Hedda.
- Eilert Lövborg (Ejlert Løvborg) este fostul coleg al lui George, devenit acum rivalul său în lupta pentru publicații academice și un post universitar. Cândva îndrăgostit de Hedda, Eilert și-a ruinat reputația socială risipindu-și averea pe un stil de viață desfrînat.
- Bertha (Berte) este servitoarea familiei Tesman, devotată și dornică să o mulțumească pe Hedda în orice moment.

## Interpretare critică
Joseph Wood Krutch stabilește o legătură între Hedda Gabler și teoriile lui Freud, a cărui primă lucrare despre psihanaliză avea să fie publicată aproape un deceniu mai târziu. În interpretarea sa, Krutch o consideră pe Hedda una dintre primele protagoniste feminine nevrotice complet dezvoltate din literatura universală. Prin aceasta, el sugerează că Hedda nu este nici rațională în mod clasic, nici nebună în sensul tradițional de imprevizibilitate sau incoerență. Scopurile și motivele ei urmează o logică internă, ascunsă. Deși reușește să obțină ceea ce își dorește, dorințele sale nu sunt cele pe care oamenii obișnuiți le-ar recunoaște (cel puțin nu deschis) ca fiind dezirabile.
Un aspect important pe care îl evidențiază acest tip de personaj este ideea existenței unei lumi secrete — adesea inconștiente — a motivațiilor și valorilor, uneori mai relevante decât raționalitatea aparentă. Hedda Gabler este privită drept o piesă profundă și emoționantă datorită felului în care Ibsen portretizează o anti-eroină complexă.
Ibsen era interesat de domeniul încă incipient al studiului bolilor mintale, deși, raportat la standardele actuale, înțelegerea sa era limitată. Această preocupare este evidentă și în piesa Fantomele. În literatura secolului al XIX-lea, exemplele de femei tulburate includeau atât personaje oprimate, dar „normale” și puternice, cât și femei aflate în relații abuzive sau lipsite de dragoste, ori persoane afectate de boli mintale. Ibsen alege să nu ofere explicații definitive pentru stările psihologice ale personajelor sale.
Bernard Paris interpretează comportamentul Heddei Gabler ca rezultând din „nevoia ei de libertate, care este la fel de compensatorie ca dorința ei de putere... și dorința de a modela destinul unui bărbat”.

## Adaptări
Piesa a avut premiera la Königliches Residenz-Theater din München, pe 31 ianuarie 1891, cu Clara Heese în rolul Heddei. Totuși, se spune că Ibsen a fost nemulțumit de stilul declamator al interpretării sale. Opera lui Ibsen s-a bucurat rapid de recunoaștere internațională, iar traducerile și producțiile din alte țări au apărut la scurt timp după publicarea piesei la Copenhaga și premiera de la München. În februarie 1891, Hedda Gabler a fost montată și la Berlin, precum și la Copenhaga. Pe 20 aprilie 1891 a avut loc prima reprezentație britanică a piesei, la Teatrul Vaudeville din Londra. Spectacolul a fost regizat de Elizabeth Robins împreună cu Marion Lea, aceasta din urmă interpretând rolul Theei. Elizabeth Robins a jucat rolul Heddei și în prima montare americană a piesei, care a avut premiera pe 30 martie 1898 la Fifth Avenue Theatre din New York City. În februarie 1899, piesa a fost montată în cadrul primului sezon al Teatrului de Artă din Moscova, cu Maria F. Andreeva în rolul Heddei.
O montare din 1902, având-o pe Minnie Maddern Fiske în rolul principal, a stârnit un adevărat fenomen pe Broadway. După succesul său într-o serie limitată de reprezentații, spectacolul a fost reluat anul următor, cu aceeași actriță în rolul Heddei.
Numeroase actrițe de renume au interpretat de-a lungul timpului rolul Hedda : Vera Komissarzhevskaya, Eleonora Duse, Alla Nazimova, Asta Nielsen, Johanne Louise Schmidt, doamna Patrick Campbell, Eva Le Gallienne, Elizabeth Robins, Anne Meacham, Ingrid Field Bergman, Peggyman Ashcroft, Diana, Janill Ben Ashcroft, J. Rigg, Glenda Jackson, Isabelle Huppert, Claire Bloom, June Brown, Kate Burton, Geraldine James, Kate Mulgrew, Kelly McGillis, Fiona Shaw, Maggie Smith, Jane Fonda, Annette Bening, Amanda Donohoe, Judy Davis, Emmanuelle Seigner, Walter Piuet Blanche, Mary-Louke Blanche Park, Mary -Loukee Blanche, Mary-Loukee Blanche.
În 1970, Teatrul Național Regal din Londra a montat o producție a piesei Hedda Gabler, regizată de Ingmar Bergman, având-o pe Maggie Smith în rolul principal. Spectacolul a fostelogiat, iar Smith a câștigat premiul Evening Standard Theatre Award pentru cea mai bună actriță datorită interpretării sale remarcabile.
Tot la începutul anilor 1970, Irene Worth a interpretat rolul Heddăi la Stratford, în Ontario, prestație care l-a determinat pe criticul New York Times, Walter Kerr, să declare: „Domnișoara Worth este, probabil, cea mai bună actriță din lume”.
Pe 26 februarie 1972, Hedda Gabler a fost montată la Theatre in the Round, în New Vic, Hartshill, Stoke-on-Trent.
În perioada 1973–1974, Royal Shakespeare Company a organizat un turneu mondial cu piesa Hedda Gabler, într-o versiune regizată și tradusă de Trevor Nunn. Distribuția a inclus-o pe Pam St Clement în rolul Bertha, pe Patrick Stewart în rolul lui Eilert Lövborg, Peter Eyre ca George Tesman, Glenda Jackson în rolul Heddăi Tesman, Timothy West ca judecătorul Brack, Constance Chapman în rolul Julianei Tesman și Jennie Elv Linden în rolul Theei.
În 1975, a fost lansată o adaptare cinematografică a piesei, regizată de Trevor Nunn și având-o pe Glenda Jackson în rolul principal. Pentru interpretarea sa din Hedda, Jackson a primit o nominalizare la premiul Oscar.
În 1972, dramaturgul britanic John Osborne a realizat o adaptare a piesei Hedda Gabler. Mai târziu, în 1991, dramaturgul canadian Judith Thompson și-a prezentat propria versiune la Festivalul Shaw. Thompson a revenit asupra piesei în 2005, la Buddies in Bad Times Theatre din Toronto, propunând o variantă originală în care prima jumătate a acțiunii se desfășoară în secolul al XIX-lea, iar a doua în prezent.
La începutul anului 2006, o altă montare a piesei, regizată de Matthew Lloyd, s-a bucurat de succes la West Yorkshire Playhouse din Leeds și la Liverpool Playhouse, având-o pe Gillian Kearney în rolul principal. O nouă relansare a avut loc în ianuarie 2009 pe Broadway, cu Mary-Louise Parker în rolul Heddei și Michael Cerveris în rolul lui Jørgen Tesman, la American Airlines Theatre, însă spectacolul a primit recenzii critice atât pozitive cât și negative.
În 2005, o producție regizată de Richard Eyre, cu Eve Best în rolul principal, a fost montată la Teatrul Almeida din Londra și s-a bucurat de o primire entuziastă. Spectacolul a fost ulterior transferat pentru o reprezentație extinsă de 11 săptămâni și jumătate la Duke of York's Theatre de pe St Martin's Lane. De asemenea, Hedda Gabler a fost pusă în scenă la Steppenwolf Theatre din Chicago, având-o pe actrița Martha Plimpton în rolul principal.
În aprilie 2009, o adaptare modernă a piesei The Wild Duck a fost prezentată la BATS Theatre din Wellington, Noua Zeelandă, cu Clare Kerrison în rolul principal. Spectacolul a fost elogiat, considerat „extraordinar de accesibil, fără a compromite în niciun fel geniul lui Ibsen”.
În 2010, Hedda Gabler a fost montată la Theatre Royal din Bath, în regia lui Adrian Noble. Rosamund Pike a interpretat rolul principal, primind aprecieri pentru o prestație convingătoare și complexă, care a evidențiat atât vulnerabilitatea, cât și abilitatea de manipulare a celebrului personaj creat de Ibsen.
În 2011, o reprezentație a piesei Hedda Gabler, în traducerea și regia lui Vahid Rahbani, a fost suspendată la Teheran, Iran. Ulterior, Rahbani a fost chemat în instanță pentru a fi anchetat, după ce o agenție de știri iraniană a criticat producția într-o recenzie, calificând-o drept „vulgară” și „hedonistă” și acuzând-o că ar conține simboluri asociate cu „cultul sclaviei sexuale”.
În februarie 2011, o producție sârbă a avut premiera la Teatrul Național din Belgrad.
În 2012, o adaptare a piesei realizată de Brian Friel a fost montată la teatrul Old Vic din Londra. Producția a primit recenzii mixte, în special în ceea ce privește interpretarea lui Sheridan Smith în rolul principal.
În 2012, Hedda Gabler a fost montată la Royal and Derngate Theatre din Northampton, sub regia lui Jonathan Munby. Emma Hamilton a interpretat rolul principal, remarcându-se printr-o prestație apreciată pentru profunzimea și complexitatea emoțională, care a redat cu intensitate lupta interioară a protagonistei lui Ibsen.
În 2015, Hedda Gabler a fost montată la Teatrul Național Academic de Muzică și Dramă „Taras Shevchenko” din Dnipro, Ucraina. Producția a fost regizată de Diana Stein, având-o pe Nataliya Tafi în rolul principal.
În 2015, piesa Hedda Gabler a fost montată la Teatrul María Guerrero din Madrid. Producția, regizată de Eduardo Vasco, a utilizat un text adaptat de dramaturgul spaniol Yolanda Pallín și a avut-o în rolul principal pe Cayetana Guillén Cuervo. Spectacolul a primit recenzii mixte.
Regizorul Ivo van Hove, laureat al premiului Tony, și-a făcut debutul la Teatrul Național din Londra cu o montare a capodoperei lui Ibsen. În această nouă versiune, adaptată de Patrick Marber, Ruth Wilson a interpretat rolul principal, iar Rafe Spall l-a jucat pe judecătorul Brack.
În 2017, Opera și Baletul Național Norvegian a prezentat în premieră o adaptare de balet a piesei, realizată sub conducerea lui Marit Moum Aune.
În ianuarie 2019, Societatea Richmond Shakespeare a montat cea de-a treia producție a piesei Hedda Gabler din istoria sa, cu Amanda Adams în rolul Heddei și Nigel Cole în rolul lui Judge Brack.
Din mai 2019, piesa a fost pusă în scenă la Teatrul Național din Varșovia, cu Hedda interpretată de Wiktoria Gorodeckaja.
În februarie 2023, piesa a fost jucată la Mulae Arts Factory (문래예술공장) din Seul, Coreea de Sud. Regizorul a fost Song Sun-ho (송선호).
Piesa a făcut parte din stagiunea 2024 al Festivalului de la Stratford .